# Kőrösy Ferenc (színművész)
Kőrösy Ferenc (Székesfehérvár, 1792 – Arad, 1871. február 26.) úttörő színész, színigazgató.

## Életútja
1820-ban lépett színpadra, Szombathelyt, Balogh Istvánnál. 1826-ban igazgató lett, 1844-ig irányított kisebb társulatokat. Ő volt az első, aki a Szepességben, Lőcsén magyar színielőadást rendezett. Tagjai között voltak: Megyeri, Egressy, Szentpétery, Bartha, Fáncsy, Füredi, id. Lendvay stb. 16 évig volt igazgató. 1870. december 3-án megünnepelte 50 éves jubileumát Aradon, a Nagy zavar című Kotzebue-darabban. Komikusi szerepekben lépett fel. 1850-től az aradi színház pénztárosa volt. Neje Stromb Katalin, 1821-ben lépett a színipályára és a drámai szakmakörben sokáig kedvence volt a közönségnek. Meghalt 1873 szeptemberében, Kolozsvárott. Egyik leánya: Philippovits Istvánné Kőrösy Mimi, később Krasznay Mihályné.

## Fontosabb szerepei
- Hetman (Kotzebue: Gróf Benyovszky)
- Boriczki Dani (Weisse–Simai K.: Házi orvosság)
- Miklós (Töpfer: Világ divatja)